# Gerd Roellecke
Gerd Roellecke (* 13. Juli 1927 in Iserlohn; † 30. Oktober 2011 in Karlsruhe) war ein deutscher Rechtswissenschaftler und Rechtsphilosoph.

## Leben
Roellecke wurde 1927 als Sohn des Kaufmanns Wilhelm Roellecke geboren und römisch-katholisch getauft. Von 1943 bis 1945 war er Soldat. Nach seinem Abitur 1947 studierte er von 1948 bis 1952 Nationalökonomie und Rechtswissenschaft an den Universitäten Würzburg und Freiburg im Breisgau. 1960 wurde er an der Universität Freiburg mit einer Arbeit über immanente Grenzen der richterlichen Gewalt des Bundesverfassungsgerichtes promoviert. Von 1966 bis 1969 war er wissenschaftlicher Mitarbeiter des Bundesverfassungsgerichts in Karlsruhe. 1969 habilitierte er sich an der Universität Mainz mit einer Arbeit über den Begriff des positiven Gesetzes und das Grundgesetz. Noch im selben Jahr wurde er an die Universität Mannheim berufen, wo er bis zu seiner Emeritierung den Lehrstuhl für Öffentliches Recht und Rechtsphilosophie innehatte. Von 1970 bis 1973 war er Prorektor der Universität, von 1982 bis 1985 deren Rektor. Vom 1. August 1972 bis zum 31. Juli 1974 war er zudem Präsident der Westdeutschen Rektorenkonferenz.
Den Lesern der Frankfurter Allgemeinen Zeitung war Roellecke durch seine zahlreichen Rezensionen bekannt. Am 30. Oktober 2011 verstarb er. Der Todesanzeige in der Frankfurter Allgemeinen Zeitung vom 3. November 2011 war ein Satz Niklas Luhmanns vorangestellt: „Alles könnte anders sein – und fast nichts kann ich ändern.“
Er war u. a. Mitglied der Clausewitz-Gesellschaft.

## Werk (Auswahl)
- Über immanente Grenzen der richterlichen Gewalt des Bundesverfassungsgerichtes, Freiburg im Breisgau 1960 (Zugleich: Diss., Univ. Freiburg 1960).
- Der Begriff des positiven Gesetzes und das Grundgesetz, Mainz 1969 (Zugleich: Habil.-Schrift, Univ. Mainz 1969).
- Grundbegriffe des Verwaltungsrechts. Eine Einführung an Hand von Fällen. Kohlhammer, Stuttgart 1972.
- Aufgeklärter Positivismus. Ausgewählte Schriften zu den Voraussetzungen des Verfassungsstaates. Hrsg. von Otto Depenheuer. Müller, Heidelberg 1995.
- mit Patrick Bahners (Hrsg.): Preußische Stile. Ein Staat als Kunststück, Klett-Cotta, Stuttgart 2001, ISBN 3-608-94290-4.
- Staat und Tod. Schöningh, Paderborn 2004.
- Religion – Recht – Kultur und die Eigenwilligkeit der Systeme. Überarbeitete Fassung eines Vortrags gehalten vor der „Juristischen Gesellschaft zu Berlin“ am 9. Mai 2007, De Gruyter, Berlin 2007, ISBN 978-3-89949-454-9.
- Das Paradox der Verfassungsauslegung. Schöningh, Paderborn 2012.
- Staatsrechtliche Miniaturen. Positionen zu Fragen der Zeit. Hrsg. von Otto Depenheuer. Mohr Siebeck, Tübingen 2013.
- Wissenschaftsgeschichte in Rezensionen. Hrsg. von Patrick Bahners. Mohr Siebeck, Tübingen 2013.

## Ehrungen
- 1987: Bundesverdienstkreuz Erster Klasse
- Ehrenmitglied des Forschungsinstitutes für öffentliche Verwaltung in Speyer